# Calophyllum pentapetalum
Calophyllum pentapetalum är en tvåhjärtbladig växtart som först beskrevs av Francisco Manuel Blanco, och fick sitt nu gällande namn av Elmer Drew Merrill. Calophyllum pentapetalum ingår i släktet Calophyllum och familjen Calophyllaceae.

## Underarter
Arten delas in i följande underarter:
- C. p. cumingii
- C. p. pulgarense